# Oligosita desantisi
Oligosita desantisi är en stekelart som beskrevs av Gennaro Viggiani 1981. Oligosita desantisi ingår i släktet Oligosita och familjen hårstrimsteklar.
Artens utbredningsområde är Venezuela. Inga underarter finns listade i Catalogue of Life.